# Aquamarine (Addison Rae)
Aquamarine è un singolo della cantante statunitense Addison Rae, pubblicato il 25 ottobre 2024 come secondo estratto dal primo album in studio Addison.

## Antefatti
Rae ha iniziato ad anticipare nuova musica sui social media a giugno 2024. Mentre era impegnata come cantante d'apertura per il Brat Tour di Charli XCX allo show di Los Angeles, ha condiviso un video di se stessa che camminava sott'acqua in una piscina con un'anteprima del brano, andato virale in poco tempo.

## Video musicale
Il video musicale, ispirato ai film Showgirls (1995) e Eyes Wide Shut (1999), è stato girato a Parigi sotto la regia di Sean Price Williams (già regista del precedente video di Diet Pepsi) e vede la cantante fumare sigarette e ballare una coreografia diretta da Danielle Polanco.

## Tracce
Testi e musiche di Addison Rae Easterling, Luka Kloser e Elvira Anderfjärd.
1. Aquamarine – 2:42

## Classifiche
| Classifica (2024) | Posizione massima |
| ----------------- | ----------------- |
| Grecia            | 70                |
| Irlanda           | 47                |
| Regno Unito       | 45                |
| Stati Uniti       | 110               |